# Allstate (automobile)

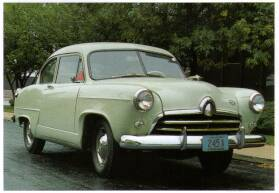
Allstate 1952.

Allstate était un constructeur automobile américain fondé en 1952 et disparu en 1953.

## Histoire
En 1949, le vice-président des magasins Sears eut l'idée de commercialiser une voiture sous la marque Allstate dans ses boutiques.
En 1952, il commercialise sa 1re voiture dérivée d'un modèle Henry J.
La Allstate 52-53 différait de la Henry J par sa calandre et un équipement de série plus fourni.
Acheter une voiture en grand magasin ne rentra pas dans les mœurs du public et la démarche fut un échec avec seulement 2 363 voitures produites en 2 ans.

## Modèles
- Allstate 52